# Sofi Stadium
Sofi Stadium, marknadsfört som SoFi Stadium, tidigare City of Champions Stadium och Los Angeles Stadium at Hollywood Park, är en inomhusarena i den amerikanska staden Inglewood i Kalifornien. Den är placerad direkt söder om inomhusarenan The Forum, på den nu rivna galoppbanan Hollywood Park Racetrack. Arenan har en publikkapacitet på 70 240 åskådare, med möjlighet att expandera upp till 100 240 åskådare vid speciella arrangemang. Sofi Stadium började byggas den 17 november 2016 och invigdes den 8 september 2020. Arenan har spelplanen och minst fem rader av publik under jord på grund av den närliggande flygplatsen Los Angeles International Airport (LAX), som ligger några kilometer väster om Sofi Stadium.
Arenaprojektet planerades initialt kosta 2,66 miljarder amerikanska dollar, men budgeten sköt i höjden och den beräknades i mars 2018 landa på 4,963 miljarder dollar. I maj 2020 rapporterades om att budgeten hade ökat ytterligare med en halv miljard dollar, till nästan 5,5 miljarder dollar. När den stod klar, blev Sofi Stadium den dyraste sportarenan som har byggts någonsin och mer än dubbelt så mycket som den näst dyraste, Allegiant Stadium, i Paradise, Nevada, som kostade 1,97 miljarder dollar att uppföra. Namnrättigheterna till arenan ägs av låneinstitutet Social Finance, Inc. (SoFi) och förbinder sig att betala uppemot 600 miljoner dollar under de efterföljande 20 åren.
Sofi Stadium används främst som arena för amerikansk fotboll och där konkurrenterna Los Angeles Chargers och Los Angeles Rams (båda NFL) båda har denna som hemmaarena. Den 23 maj 2017 meddelade NFL att Super Bowl LVI kom att spelas på Sofi Stadium i februari 2022.